# Chiesa di Santa Margherita (Caserotta)
La chiesa di Santa Margherita è un edificio sacro situato nei pressi di villa Caserotta, nel comune di San Casciano in Val di Pesa.

## Storia
La chiesa è testimoniata già nel 1260 quando il suo popolo si impegna a versare per il mantenimento dell'esercito fiorentino Firenze 5 staia di grano. Nelle decime del 1276 deve pagare 5 lire mentre in quelle del 1302 ben 10 lire. Soppressa già alla fine del XIX secolo fu annessa alla chiesa di Castelbonsi.

## Descrizione
La chiesa oggi ridotta a semplice oratorio di proprietà della famiglia Ganucci-Cancellieri, proprietari della vicina villa, ha un aspetto settecentesco derivatole dai lavori di trasformazione effettuati nel XVIII secolo.
In facciata presenta una finestra ovale e un piccolo timpano. Sopra la porta d'ingresso è posta un'iscrizione che ricorda l'acquisizione fatta nel 1741 dalla famiglia e la ricostruzione effettuata nel 1785. All'interno, ad aula unica, ci sono decorazioni e affreschi del tardo Settecento.
All'altare maggiore era un tempo collocata una tavola raffigurante la Deposizione della Croce di Michele di Ridolfo del Ghirlandaio.